# Schlingensief – In das Schweigen hineinschreien
Schlingensief – In das Schweigen hineinschreien ist ein deutscher Dokumentarfilm von Bettina Böhler aus dem Jahr 2020. Der Film ist ein Porträt des Regisseurs und Künstlers Christoph Schlingensief, der über Jahrzehnte den kulturellen und politischen Diskurs in Deutschland mitprägte. Die Uraufführung fand am 21. Februar 2020 im Rahmen der 70. Internationalen Filmfestspiele Berlin statt. Der deutsche Kinostart war am 20. August 2020.

## Inhalt
Der Dokumentarfilm porträtiert Christoph Schlingensiefs Leben und Werk anhand von Filmausschnitten, Aufzeichnungen seiner Theaterinszenierungen und politischen Aktionen, privaten Filmaufnahmen und historischen Interviews mit Schlingensief selbst. Den inhaltlichen Fokus legt die Filmemacherin auf Schlingensiefs fortwährende Auseinandersetzung mit Deutschland. Das Verhältnis zu seiner Heimat beschäftigte ihn schon als jugendlichen Super-8 Filmer, es blieb in seinen Filmen und späteren Theater- und Operninszenierungen ein zentrales Thema seines Schaffens. Der Titel In das Schweigen hineinschreien bezieht sich auf den Umgang der deutschen Nachkriegsgesellschaft mit ihrer nationalsozialistischen Vergangenheit.

## Produktion
Der Film ist die erste Regiearbeit der renommierten Filmeditorin Bettina Böhler, die für Christoph Schlingensief in den 1990ern dessen Spielfilme Terror 2000 – Intensivstation Deutschland und Die 120 Tage von Bottrop montiert hatte.

## Kritiken
In seiner Rezension in der „Rheinischen Post“ bezeichnet Philipp Holstein den Film als „eine großartige Kino-Dokumentation“ und meint: „Die Höhepunkte sind die Stellen, an denen Schlingensief redet. Er redet in diesem Sound, der ein charmantes Dozieren ist, er redet und redet, so ernst und heiter, mit einer Energie, die ansteckt, mit Enthusiasmus und totaler Überzeugtheit, voller Lauterkeit und aufrecht und mit einer Mission.“

## Auszeichnungen
Bei der Verleihung des Deutschen Filmpreises 2020 erhielt Schlingensief – In das Schweigen hineinschreien Nominierungen in den Kategorien Bester Dokumentarfilm (Frieder Schlaich und Irene von Alberti) sowie Bettina Böhler für den Besten Schnitt. Der Film gewann den Gilde Filmpreis 2020 als bester Dokumentarfilm. 2021 wurde der Film mit dem Bayerischen Filmpreis ausgezeichnet, außerdem gewann Bettina Böhler für die Montage den Schnittpreis des deutschen Kamerapreises 2021.